# Балан (Ардени)
Балан (фр. Balan) насеље је и општина у североисточној Француској у региону Шампања-Ардени, у департману Ардени која припада префектури Седан.
По подацима из 2011. године у општини је живело 1.603 становника, а густина насељености је износила 344,73 становника/km². Општина се простире на површини од 4,65 km². Налази се на средњој надморској висини од 158 метара.

## Демографија
| 1962. | 1968. | 1975. | 1982. | 1990. | 1999. | 2011. |
| ----- | ----- | ----- | ----- | ----- | ----- | ----- |
| 1.404 | 1.461 | 1.419 | 1.376 | 1.568 | 1.612 | 1.603 |

График промене броја становника у току последњих година